# Calandrella brachydactyla
La terrera común (Calandrella brachydactyla) es un ave  paseriforme de la  familia Alaudidae.

## Distribución

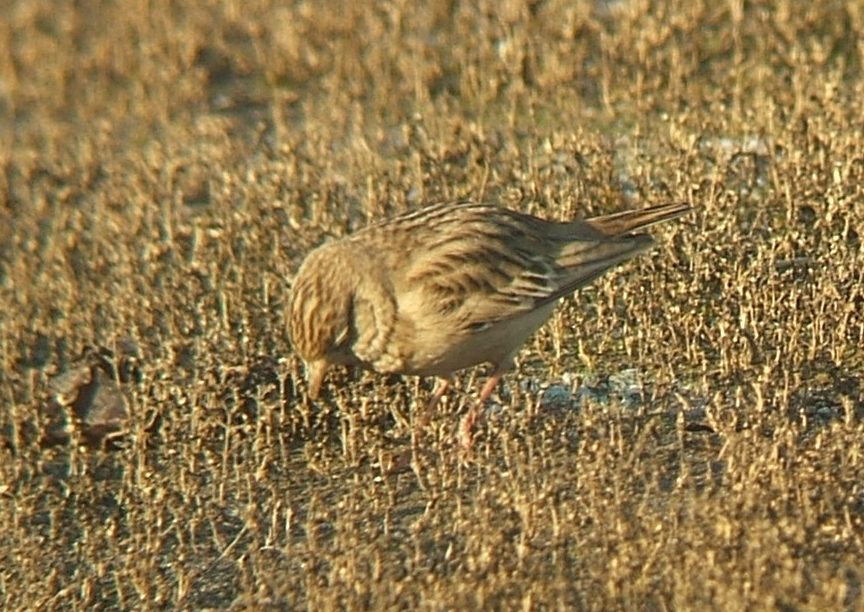
Migrando.

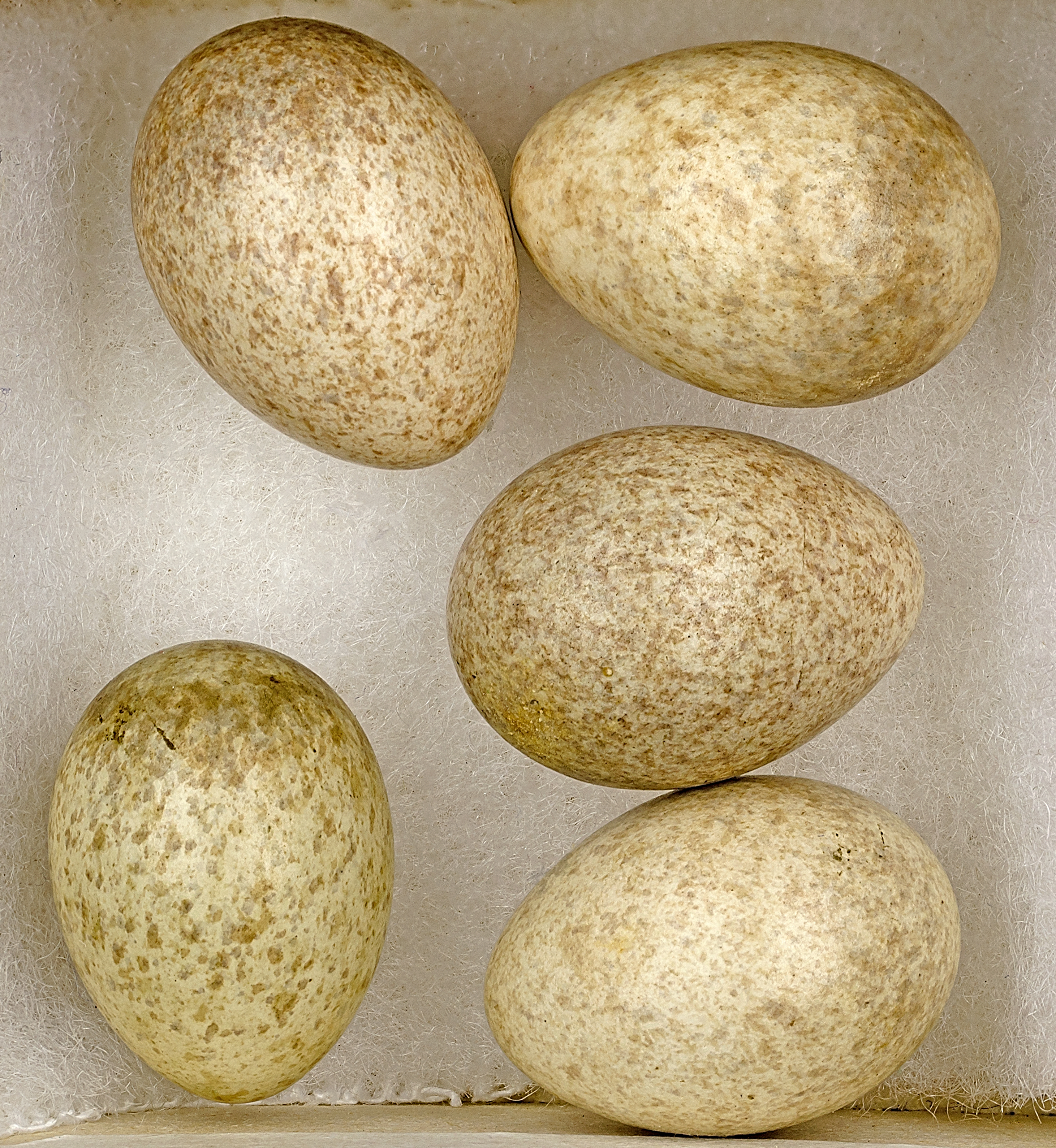
Huevos de Calandrella brachydactyla

La especie tiene un rango de 10 000 000 km², cubriendo más de 80 países en el sur de Europa, África noroccidental y las regiones temperadas de Asia, desde Turquía hasta Mongolia y Japón.
Es esencialmente un ave migratoria, viajando en invierno hacia el sur, llegando hasta las costas del Mar Rojo, el sur del Sahara y la India.

## Hábitat
Vive principalmente en campos despejados y cultivos de secano hasta 2000 m s. n. m..